# Kup europskih prvaka 1978./79. (vaterpolo)
Ovo je šesnaesto izdanje Kupa europskih prvaka. Još u skupinama ispali su Partizan, Akademik Sofija, Ethnikos i ČH Košice. Zatim se igrala završna skupina.
- 1. Orvosegyetem (Mađarska)
- 2. Montjuïc (Španjolska)
- 3. Würzburg 05 (Njemačka)
- 4. Pro Recco (Italija)

- sastav Orvosegyetema (drugi naslov): Fekete, István Szivós, Attila Sudár, Pasztrai, András Bodnár, Farago, Gaal, Kuncz, Hamori, Ferenc Konrád, K. Vindisch